# Брестиан, Эгон
Эгон Брестиан (нем. Egon Brestian; род. 28 июля 1964) — австрийский шахматист, международный мастер (1988), и шахматный тренер. Чемпион Австрии (1987), многократный победитель клубных чемпионатов Австрии. В составе сборной Австрии участник трёх шахматных Олимпиад (1990, 1994, 1998) и двух командных чемпионатов Европы (1989 и 1999).

## Спортивная карьера
В составе молодёжной (до 16 лет) сборной Австрии на командном чемпионате мира 1979 года занял 10-е командное место, но показал лучший результат на своей доске (5,5 очков в 7 играх). В 1983 году выиграл чемпионат Австрии среди юношей.
В 1987 году выиграл личный чемпионат Австрии среди взрослых. Четырежды (1992/93, 1993/94, 1994/95, 2005/6) становился победителем клубных чемпионатов Австрии. В 1990, 1994 и 1998 годах со сборной Австрии принимал участие в шахматных Олимпиадах, при этом в первый раз, в Нови-Саде, показал лучший результат среди всех игроков, выступавших на 3-й доске (9,5 очков в 12 играх). Также участвовал в командных чемпионатах Европы 1989 и 1999 годов. В 1991 году на Кубке Митропы показал лучший результат на 1-й доске (4 очка в 6 играх).
С 2006 года — национальный тренер Австрийской шахматной федерации, тренировал мужскую и женскую национальные сборные Австрии. В 2008 году на шахматной Олимпиаде в Берлине женская сборная Австрии под руководством Брестиана показала свой лучший результат за более чем 20 лет.

## Изменения рейтинга
| Графики недоступны из-за технических проблем. См. информацию на Фабрикаторе и на mediawiki.org. |